# Zaomma argentipes
Zaomma argentipes är en stekelart som först beskrevs av Howard 1894.  Zaomma argentipes ingår i släktet Zaomma och familjen sköldlussteklar. Inga underarter finns listade i Catalogue of Life.